# Rungano Nyoni
Rungano Nyoni (Lusaka, 17 de abril de 1982) é uma cineasta e roteirista zambiana.